# 黄大能
黄大能（1916年9月11日—2010年7月6日），男，上海人，中国水泥混凝土专家，中国民主建国会中央委员会原副主席，曾領導制訂了中國第一部水泥質量標準及檢驗方法國家標準，長期從事水泥流變學理論研究，倡導開展混凝土化學外加劑技術研究，倡導推廣商品混凝土技術，著有回憶錄《傲盡風霜兩鬢絲－我的八十年》。黄炎培之子。

## 生平
黄大能1939年於复旦大学土木工程系毕业，1943年由教育部公派往赴英国隧道水泥公司学习，曾任中國留英工程師學會會長。1946年返国后，出任国民政府资源委员会技正，并加入中国民主同盟。1949年任教于大连大学工学院土木系。次年加入中国民主建国会，并前往北京，先后任职于重工业部华北窑业公司研究所、建筑材料工业部综合研究所、水泥研究院。1972年起，历任中国建筑材料科学研究院副所长、副院长、副总工程师、技术顾问等职，同时在武汉建材学院、上海建材学院、浙江大学等校担任兼职教授。1982年加入中国共产党。
他还是第六届全国政协委员，第七、八届全国政协常委，中国民主建国会第四至六届中央副主席，第七、八届中央名誉副主席，中华职业教育社副理事长、名誉副理事长，中国建筑材料联合会混凝土外加剂分会首任理事長、名誉理事长，中国硅酸盐学会建筑材料专业委员会主任，中国土木工程学会混凝土及预应力混凝土学会副理事长。
2002年12月，中国民主建国会第八次全国代表大会在北京召开，他出任名誉副主席。
2010年在北京逝世。2011年，中國建築材料聯合會混凝土外加劑分會出版《洗盡滄桑傲然存——紀念黃大能先生逝世週年文集》。